# Tremser Teich
Der Tremser Teich ist ein Teich im Westen der Hansestadt Lübeck in Schleswig-Holstein.
Er markiert im Norden die Grenze zur Stadt Bad Schwartau im Kreis Ostholstein. Ursprünglich befand sich um den Teich herum das namensgebende Dorf Trems.
Der Teich ist unregelmäßig geformt mit einer Länge von circa 500 m und einer Breite von circa 250 m. Er hat eine Größe von circa 13 ha und entwässert im Nordosten über den Mühlenbach in das circa 400 m entfernt (an der Teerhofinsel) verlaufende Altwasser der Trave.
Der Tremser Teich hat einen weit nach Norden reichenden Ausläufer, der dem Verlauf der gestauten Clever Au folgt und dort von der A 1 überbrückt wird.
Der Tremser Teich speist sich aus dem über den Fackenburger Landgraben und die Clever Au herangeführten Wasser. 
Der Tremser Teich wurde Anfang des 14. Jahrhunderts als Mühlen- und Fischteich angelegt und in das aus Gräben und Wällen bestehende Verteidigungssystem des Lübecker Landgrabens (Landwehr zur Sicherung der Lübecker Grenze) einbezogen. 

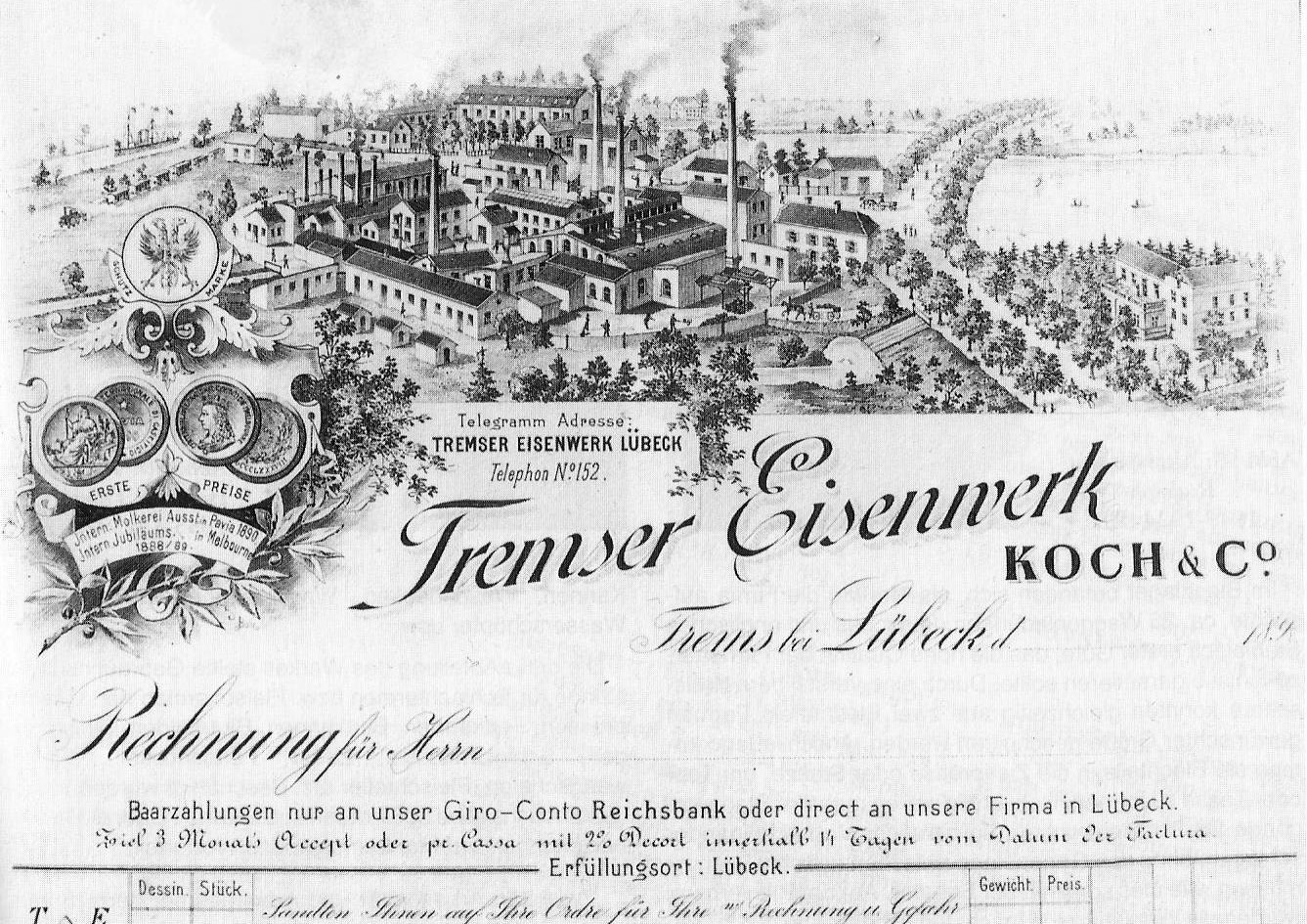
Tremser Eisenwerk um 1890

Im 19. Jahrhundert entstand hier im Rahmen der Industrialisierung das Tremser Eisenwerk. Dessen Produkte wurden auf der Wiener Weltausstellung mit der ersten Fortbildungsmedaille, auf der Landwirtschaftlichen Ausstellung in Bremen mit der silbernen Medaille und der Molkereiausstellung in Amsterdam mit der goldenen Medaille ausgezeichnet. Dies brachte dem Werk Weltruhm.
Der Tremser Teich wurde am 14. April 2000 als Teil des Landschaftsschutzgebietes „Fackenburger Landgraben und Tremser Teich“ unter Schutz gestellt.